# Doyle Wolfgang von Frankenstein
Doyle Wolfgang von Frankenstein, egentligen Paul Caiafa, född 15 september 1964 i USA, är en amerikansk gitarrist. Han var gitarrist i The Misfits från oktober 1980 till början av 2000-talet.
Doyle Wolfgang von Frankenstein lärde sig att spela gitarr av sin äldre bror Jerry Only och av The Misfits grundare, Glenn Danzig. Han spelade redan tre år tidigare i en del Static Age-sessions och när han officiellt gick med i The Misfits var han bara 16 år gammal.
När The Misfits splittrades år 1983, startade Jerry Only och Doyle Wolfgang von Frankenstein Kryst the Conqueror. Det gjordes en demo med bandet men den släpptes aldrig och 1995 startade Jerry Only och Doyle The Misfits igen.
Runt år 2000–2001 lämnade Doyle Wolfgang von Frankenstein The Misfits under okända omständigheter. Efter det spelade han i sitt eget band Gorgeous Frankenstein och turnerade med Danzig i Blackest of the Black-turnén.
Sedan dess spelar han i sitt eget band Doyle tillsammans med Alex Story från Cancerslug på sång. I april 2013 släppte de sitt första album vid namn 'Abominator'.